# Cantonul Cerisiers
Cantonul Cerisiers este un canton din arondismentul Sens, departamentul Yonne, regiunea Burgundia, Franța.

## Comune
- Arces-Dilo
- Bœurs-en-Othe
- Cérilly
- Cerisiers (reședință)
- Coulours
- Fournaudin
- Vaudeurs
- Villechétive